# Ла-Ферте-Френель
Ла-Ферте́-Френе́ль (фр. La Ferté-Frênel) — колишній муніципалітет у Франції, у регіоні Нормандія, департамент Орн. Населення — 676 осіб (2011).
Муніципалітет був розташований на відстані близько 135 км на захід від Парижа, 75 км на південний схід від Кана, 60 км на північний схід від Алансона.

## Історія
До 2015 року муніципалітет перебував у складі регіону Нижня Нормандія. Від 1 січня 2016 року належав до нового об'єднаного регіону Нормандія.
1 січня 2016 року Ла-Ферте-Френель, Ансен, Бокансе, Кувен, Говіль, Гло-ла-Ферр'єр, Еґон, Монне, Сен-Нікола-де-Летьє i Вілле-ан-Уш було об'єднано в новий муніципалітет Ла-Ферте-ан-Уш.

## Демографія
Динаміка населення (EHESS і INSEE ):
Розподіл населення за віком та статтю (2006):
| Стать | Всього | До 15 років | 15-24 | 25-44 | 45-64 | 65-85 | Понад 85 |
| --- | ------ | ----------- | ----- | ----- | ----- | ----- | -------- |
| Чоловіки | 336    | 60          | 36    | 92    | 72    | 68    | 8        |
| Жінки | 380    | 76          | 44    | 80    | 80    | 92    | 8        |
| \| Статево-вікова піраміда \| Статево-вікова піраміда \| Статево-вікова піраміда \| \| ----------------------- \| ----------------------- \| ----------------------- \| \| Чоловіки \| Вік \| Жінки \| \| 8 \| 85 + \| 8 \| \| 12 \| 80-84 \| 12 \| \| 16 \| 75-79 \| 32 \| \| 24 \| 70-74 \| 32 \| \| 16 \| 65-69 \| 16 \| \| 12 \| 60-64 \| 20 \| \| 24 \| 55-59 \| 32 \| \| 24 \| 50-54 \| 16 \| \| 12 \| 45-49 \| 12 \| \| 28 \| 40-44 \| 28 \| \| 36 \| 35-39 \| 24 \| \| 16 \| 30-34 \| 20 \| \| 12 \| 25-29 \| 8 \| \| 8 \| 20-24 \| 28 \| \| 28 \| 15-20 \| 16 \| \| 24 \| 10-14 \| 24 \| \| 24 \| 5-9 \| 32 \| \| 12 \| 0-4 \| 20 \| |        |             |       |       |       |       |          |
| Статево-вікова піраміда |        |             |       |       |       |       |          |
| Чоловіки | Вік    | Жінки       |       |       |       |       |          |
| 8 | 85 +   | 8           |       |       |       |       |          |
| 12 | 80-84  | 12          |       |       |       |       |          |
| 16 | 75-79  | 32          |       |       |       |       |          |
| 24 | 70-74  | 32          |       |       |       |       |          |
| 16 | 65-69  | 16          |       |       |       |       |          |
| 12 | 60-64  | 20          |       |       |       |       |          |
| 24 | 55-59  | 32          |       |       |       |       |          |
| 24 | 50-54  | 16          |       |       |       |       |          |
| 12 | 45-49  | 12          |       |       |       |       |          |
| 28 | 40-44  | 28          |       |       |       |       |          |
| 36 | 35-39  | 24          |       |       |       |       |          |
| 16 | 30-34  | 20          |       |       |       |       |          |
| 12 | 25-29  | 8           |       |       |       |       |          |
| 8 | 20-24  | 28          |       |       |       |       |          |
| 28 | 15-20  | 16          |       |       |       |       |          |
| 24 | 10-14  | 24          |       |       |       |       |          |
| 24 | 5-9    | 32          |       |       |       |       |          |
| 12 | 0-4    | 20          |       |       |       |       |          |

## Економіка
2010 року серед 409 осіб працездатного віку (15—64 років) 288 були активними, 121 — неактивною (показник активності 70,4%, у 1999 році було 64,4%). З 288 активних мешканців працювала 261 особа (142 чоловіки та 119 жінок), безробітними було 27 (11 чоловіків та 16 жінок). Серед 121 неактивної 34 особи були учнями чи студентами, 42 — пенсіонерами, 45 були неактивними з інших причин.

У 2010 році в муніципалітеті числилось 296 оподаткованих домогосподарств, у яких проживали 650,5 особи, медіана доходів виносила 15 578 євро на одного особоспоживача